# Статистическа класификация на икономическите дейности за Европейската общност
Статистическата класификация на икономическите дейности за Европейската общност, известна и със съкращението NACE (от френски: Nomenclature statistique des activités économiques dans la Communauté européenne) е стандартната отраслова класификация, използвана в Европейския съюз.
Към 2018 година се използва вторият вариант на системата, NACE Rev. 2, утвърден с Регламент № 1893/2006 на Европейския парламент и Съвета. Той е въвеждане за Европейския съюз на четвъртия вариант на Международната стандартна отраслова класификация (International Standard Industrial Classification, ISIC), поддържана от Организацията на обединените нации. В България NACE Rev. 2 е въведен с поддържаната от Националния статистически институт Класификация на икономическите дейности (КИД-2008).
NACE Rev. 2 и КИД-2008 дефинират четири нива в класификацията на стопанските отрасли:
- Сектори, означавани с една главна латинска буква
- Раздели, означавани с две цифри
- Групи, означавани с три цифри, първите две от които са означението на съответния раздел
- Класове, означавани с четири цифри, първите три от които са означението на съответната група

Така например, клас 14.12 (производство на работно облекло) е част от група 14.1 (производство на облекло, без кожухарско), която е част от раздел 14 (производство на облекло), която е част от сектор C (преработваща промишленост).
На национално и по-ниско ниво може да се дефинират допълнителни подразделения, означавани с допълнителни символи.

## Сектори
Секторите, най-горното ниво на класификация в NACE Rev. 2 и КИД-2008, са:
- A: Селско, горско и рибно стопанство
- B: Добивна промишленост
- C: Преработваща промишленост
- D: Производство и разпределение на електрическа и топлинна енергия и на газообразни горива
- E: Доставяне на води, канализационни услуги, управление на отпадъци и възстановяване
- F: Строителство
- G: Търговия, ремонт на автомобили и мотоциклети
- H: Транспорт, складиране и пощи
- I: Хотелиерство и ресторантьорство
- J: Създаване и разпространение на информация и творчески продукти, далекосъобщения
- K: Финансови и застрахователни дейности
- L: Операции с недвижими имоти
- M: Професионални дейности и научни изследвания
- N: Административни и спомагателни дейности
- O: Държавно управление
- P: Образование
- Q: Хуманно здравеопазване и социална работа
- R: Култура, спорт и развлечения
- S: Други дейности
- T: Дейности на домакинствата като работодатели, недиференцирани дейности на домакинствата по производство на стоки и услуги за собствено потребление
- U: Дейности на екстериториални организации и служби